# Melomys rubicola
Melomys rubicola byl druh krysy endemitní k malému australskému ostrovu Bramble Cay. Patřila do čeledi myšovití a rodu Melomys, který tvořila s dalšími asi 20 druhy. Druh popsal Oldfield Thomas roku 1924. Poslední pozorování pochází z roku 2009, Melomys rubicola je od roku 2019 hodnocena jako vyhynulý taxon následkem opakovaného zaplavování tohoto nízko položeného ostrova stoupající hladinou oceánu. Krysa je považována za prvního savce, který vyhynul následkem současných změn klimatu.

## Výskyt a biologie
Krysa Melomys rubicola byla endemitním druhem k ostrovu Bramble Cay, i přes intenzivní pátrání nebyla nalezena na jiných ostrovech. Ostrov Bramble Cay má přibližně oválný tvar a rozlohu asi 4 až 5 hektarů. Nachází se v severovýchodní části Torresova průlivu, který se rozkládá mezi Austrálií a Papuou Novou Guineou. Bramble Cay leží asi 53 kilometrů od ústí řeky Fly na Nové Guineji. Okolo ostrova se rozkládá malý korálový útes, na jihovýchodním pobřeží ostrova leží fosforitové skály. Krysy nicméně neobývaly tento ostrov celý, příhodné podmínky pro ně představovaly asi pouhé 2 ha z celého ostrova, které pokrývala nízká vegetace (berhavie, šrucha zelná, ostrokvět ježatý, laskavec zelený…). Na ostrově není stálý zdroj vody.
O chování tohoto druhu se ví jenom několik informací. Ostrov sdílel s některými mořskými ptáky a také karetami obrovskými (Chelonia mydas), které na Bramble Cay kladly vejce. Oblastem s vysokou hustotou mořského ptactva se krysa nicméně spíše vyhýbala. Útočiště krysám pravděpodobně představovaly prázdné skořápky krabů, dřevěné klády nebo sutiny. Potrava se skládala pravděpodobně z rostlin, jako byly laskavce, možná se krysy živily i na vejcích mořských želv a ptáků.

## Původ
O původu krysy Melomys rubicola existují dvě teorie. Jednou z možných teorií je, že ostrov osídlila z Nové Guineje (například na plovoucích kusech dřeva). Podle pravděpodobnější teorie šlo o reliktní populaci z dob, kdy byla Austrálie a Nová Guinea spojeny pevninským mostem (tedy asi před 9 000 lety).

## Popis
Krysa Melomys rubicola byla poměrně velkým druhem myši s mohutnýma nohama a krátkýma ušima, tělo měřilo 14,8 až 16,5 cm. Dlouhý ocas byl na konci chápavý a pokrývaly jej hrubé šupiny. Jeho délka činila 14,5 až 18,5 cm. Hmotnost činila 78 až 164 gramů. Srst měla na hřbetě červenohnědé zbarvení s dlouhými černými chlupy, světlejší barvu pak mělo podpaží.

## Vyhynutí
Krysa Melomys rubicola žila izolována na malém ostrově, kvůli čemuž pro ni existovala řada hrozeb od napadení novými predátory přes hrozbu příbuzenského křížení a eroze ostrova. Největším nebezpečím se nicméně ukázalo být opakované zaplavování ostrova stoupající hladinou oceánu. Podle raných pozorování z roku 1845 žila na ostrově „spousta” krys, pozorování z roku 1978 hovořilo o stovkách jedinců. Na základě odchycení 42 krys byla populace v roce 1998 stanovena na asi 90 jedinců. O několik let později, mezi lety 2002 a 2004, již byla odchycena asi pouhá čtvrtina počtu odchycených zvířat z roku 1998. Po roce 2004 kvůli opakovanému zaplavování ostrova silně pokleslo množství vegetace na ostrově, což byla pravděpodobně příčina celkového vyhynutí krysy. V březnu 2014 rostliny pokrývaly jenom 0,065 ha ostrova. Mimo to opakované záplavy mohly zabíjet i jednotlivé krysy.
Poslední pozorování krysy proběhlo v roce 2009, další tři průzkumy z let 2011 a 2014, při nichž bylo rozmístěno po ostrově na 1 170 pastí, 60 fotopastí a ostrov byl několik hodin ve dne i v noci propátráván, nepřinesly pozitivní výsledky. Potenciální záchranu pro krysu Melomys rubicola mohl představovat chovný program v zajetí se zpětnou reintrodukcí na Bramble Cay nebo jiné ostrovy. Poslední plán obnovy druhu (Latch 2008) nicméně tuto ochrannou akci neuvedl a hrozby vyhynutí bagatelizoval.
Správa vlády státu Queensland označila druh za vyhynulý v roce 2016, 18. února 2019 toto prohlášení zveřejnila i australská vláda. Jako vyhynulý druh následně krysu reflektoval i Mezinárodní svaz ochrany přírody. Jedná se o prvního savce, který vyhynul následkem současných změn klimatu.